# Exheterolocha dictyota
Exheterolocha dictyota är en fjärilsart som beskrevs av Eugen Wehrli 1934. Exheterolocha dictyota ingår i släktet Exheterolocha och familjen mätare. Inga underarter finns listade i Catalogue of Life.